# Wingerdse Molen
De Wingerdse Molen in de Nederlandse plaats Bleskensgraaf is een wipmolen waarvan het bouwjaar niet bekend is. Vermoedelijk is deze poldermolen in 1513 gebouwd. De koker is van 1624. In 1872 is de molen verhoogd door het opmetselen van de veldmuren, waardoor een grotere vlucht kon worden verkregen. Met 28,20 m heeft de Wingerdse Molen dan ook de grootste vlucht van alle Nederlandse wipmolens. Het oorspronkelijke scheprad is in 1955 vervangen door een vijzel. In 1996 zijn onder andere de beschieting van de kap en de spanten vernieuwd. In 2006 zijn twee rietvelden op de ondertoren vernieuwd.
De molen was tot 1 februari 2008 eigendom van het Waterschap Rivierenland; de nieuwe eigenaar is de SIMAV. De wipwatermolen is op afspraak te bezichtigen. 's Avonds wordt de Wingerdse Molen door witte schijnwerpers verlicht en is dan tot in de verre omtrek te zien. Naast de molen bevindt zich een paaltjasker, die geen speciale functie heeft, maar die in 1987 in opdracht van de molenaar is vervaardigd.
Begin 2011 werd begonnen met een grote restauratie, waarvoor het bovenhuis van de Wingerdse Molen is verwijderd. Op de ondertoren was een noodkap aangebracht. In oktober 2011 werd het gerestaureerde bovenhuis teruggeplaatst.
Op de borstnaald komen de initialen JDV.CVDB (bovenste) en HHS.1997 (onderste) voor. JDV.CVDB staan voor de molenmakers van het toenmalige hoogheemraadschap Alblasserwaard en de Vijfheerenlanden Jan de Vries en Cok v d Berg. HHS.1997 staan voor de eigenaar het Hoogheemraadschap Alblasserwaard en de Vijfheerenlanden. In 1997 is de borstnaald vernieuwd.
Het gevlucht is Oudhollands met gelaste roeden en vanaf 1965 met fokken. Op het oude gevlucht zat zowel een enkelstraals als dubbelstraals fok. In 2011 werden alleen enkelstraals fokken aangebracht. In de fokken op de buitenroede zitten regelborden (remkleppen), die handmatig open en dicht gezet worden. De 28,10 m lange binnenroede is in 1991 gemaakt door Derckx, gestoken in 1992 en heeft als roenummer 696. De 28,20 m lange buitenroede is in 2011 gemaakt door molenmakersbedrijf Vaags en heeft als roenummer 262. Van 1935 tot 1965 waren de wieken verdekkerd.
De molen wordt op de wind gezet met een kruirad. De bovenzetel heeft neuten.
De in 1852 gegoten, 4,75 meter lange, gietijzeren bovenas is van F.J. Penn & Bauduin te Dordrecht en heeft het nummer 37. In de pen van de bovenas zit een taats.
De molen wordt gevangen (geremd) met een Vlaamse blokvang bestaande uit vier vangstukken. De vang wordt bediend met behulp van een evenaar. De vangbalk heeft een kneppel.

## Overbrengingen
- De overbrengingsverhouding is 1 : 1,66.
- Het bovenwiel heeft 65 kammen en de bovenschijfloop heeft 34 staven, waardoor de koningsspil 1,9 keer sneller draait dan de bovenas. De steek is 12,58 cm.
- De onderbonkelaar heeft 46 en het vijzelwiel 53 kammen met een steek van 11,3 cm. De vijzel draait hierdoor 0,87 keer sneller dan de koningsspil. De vijzel draait 1,66 keer sneller dan de bovenas.
- De stalen vijzel heeft een doorsnede van 1,50 meter en een opvoerhoogte bij zomerpeil 1,18 m en bij winterpeil 1,28 meter.

## Fotogalerij

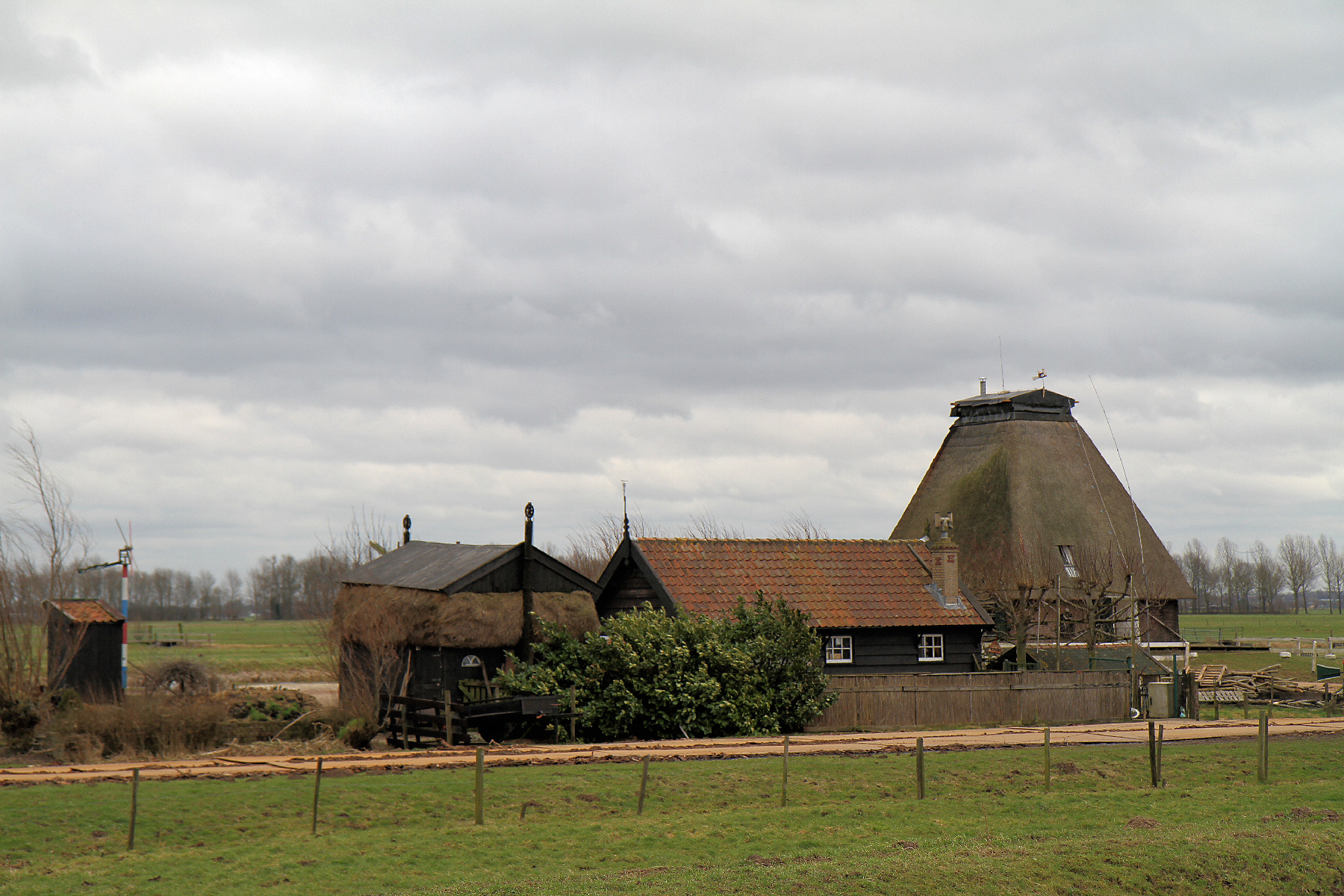
De ondertoren met noodkap
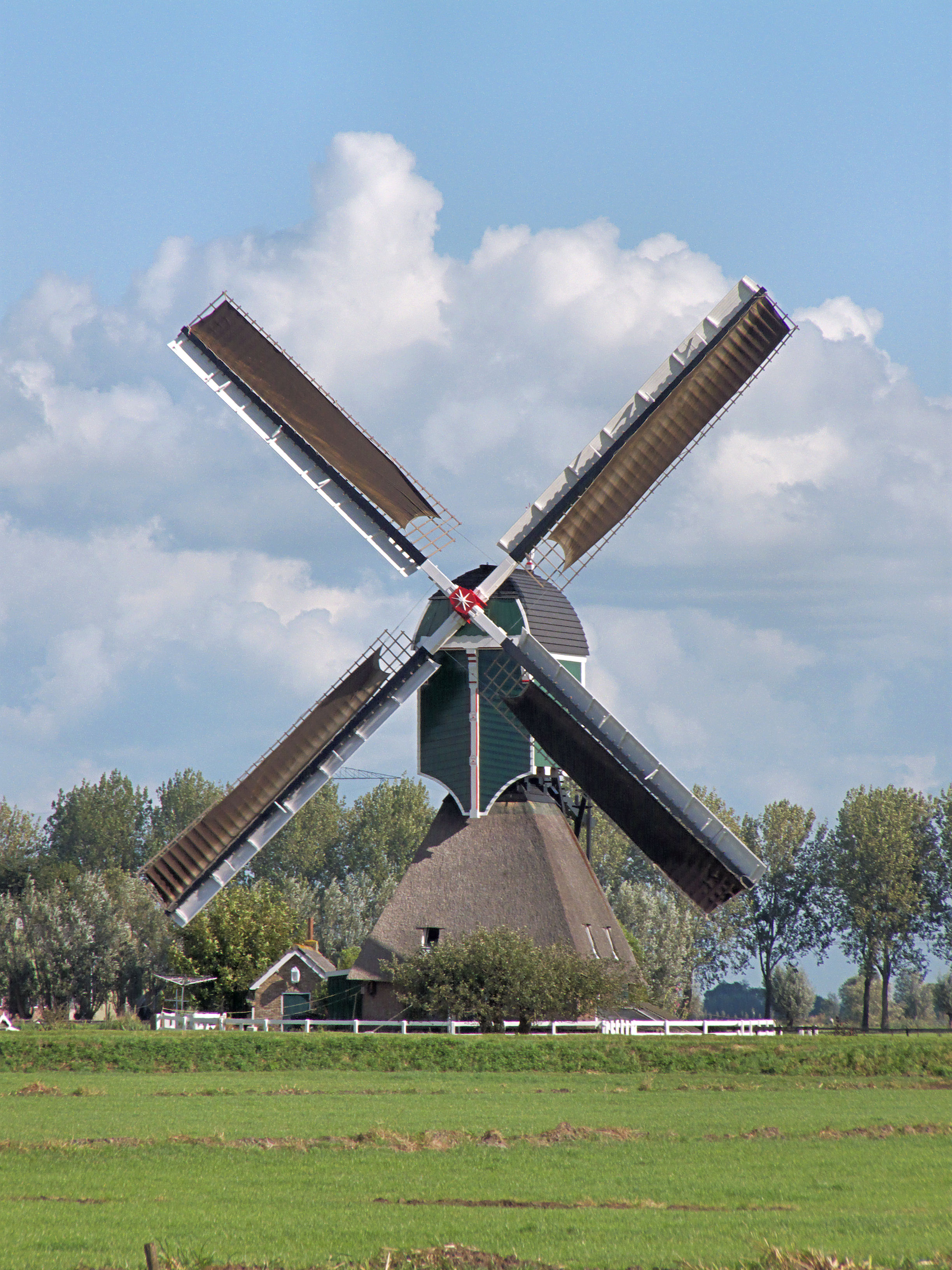
Wingerdse Molen september 2012
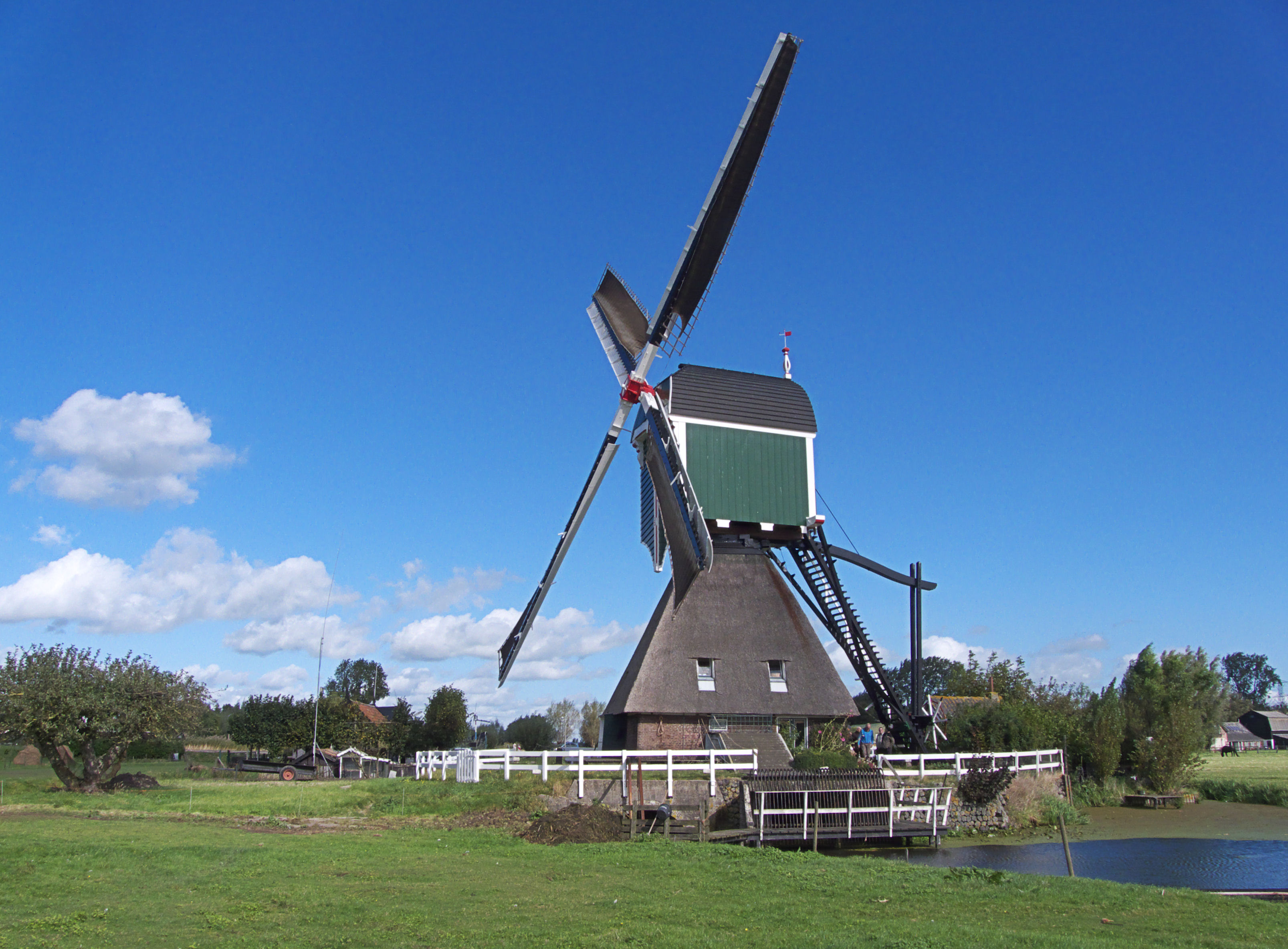
Wingerdse Molen september 2012
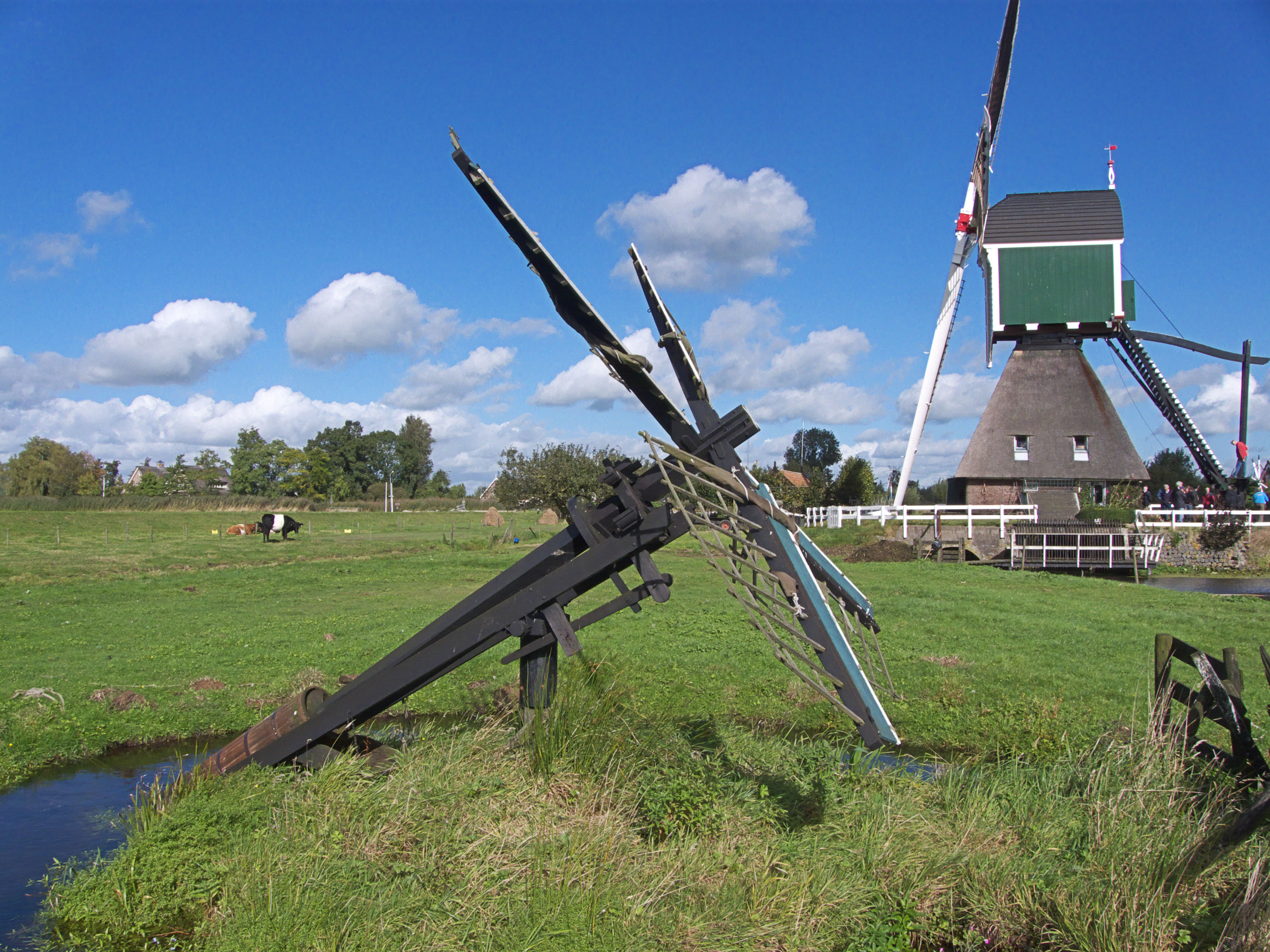
Met Paaltjasker
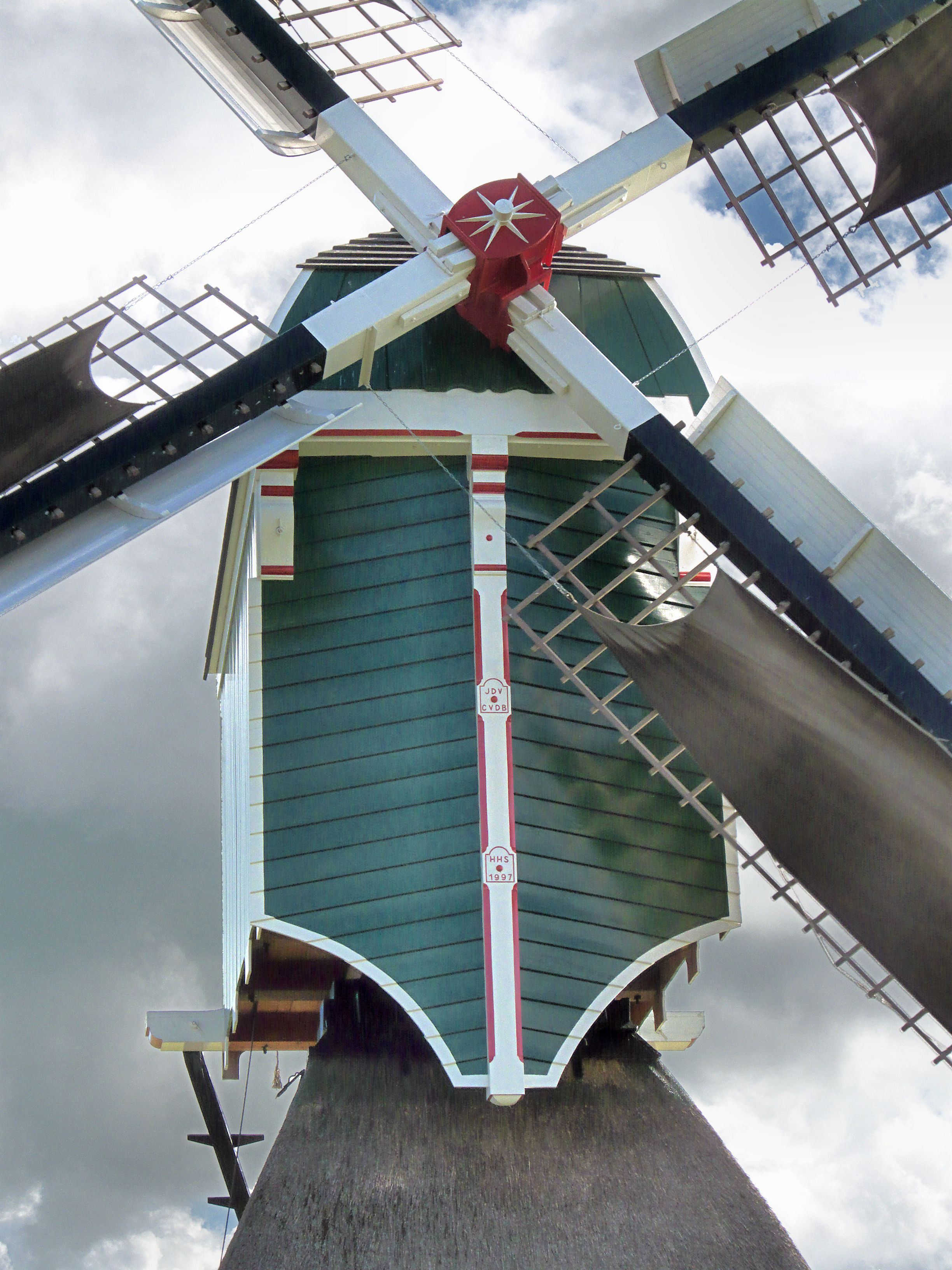
Stormbint met opschriften JDV.CVDB en HHS.1997
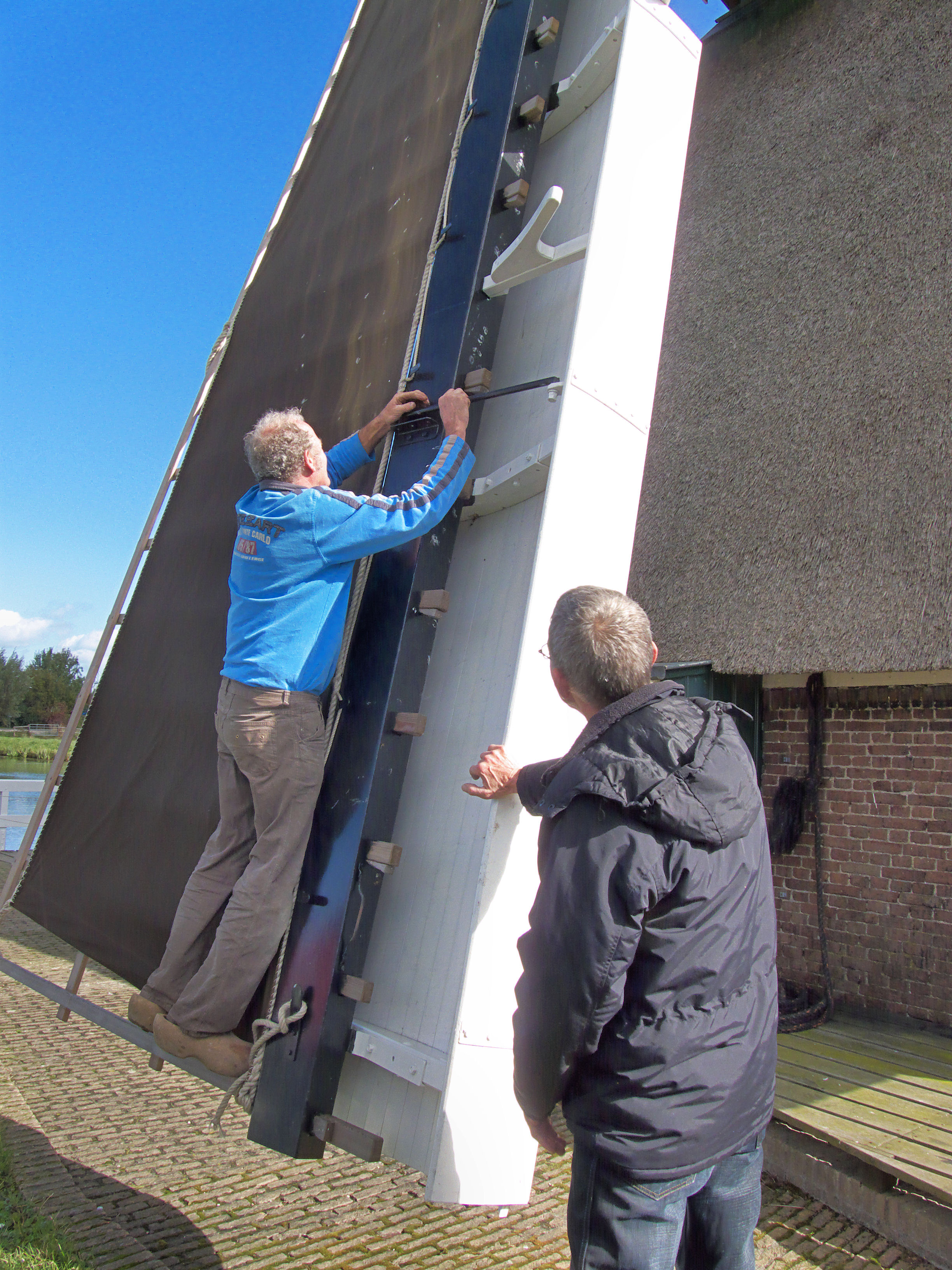
Fokwieken handmatig opengezet
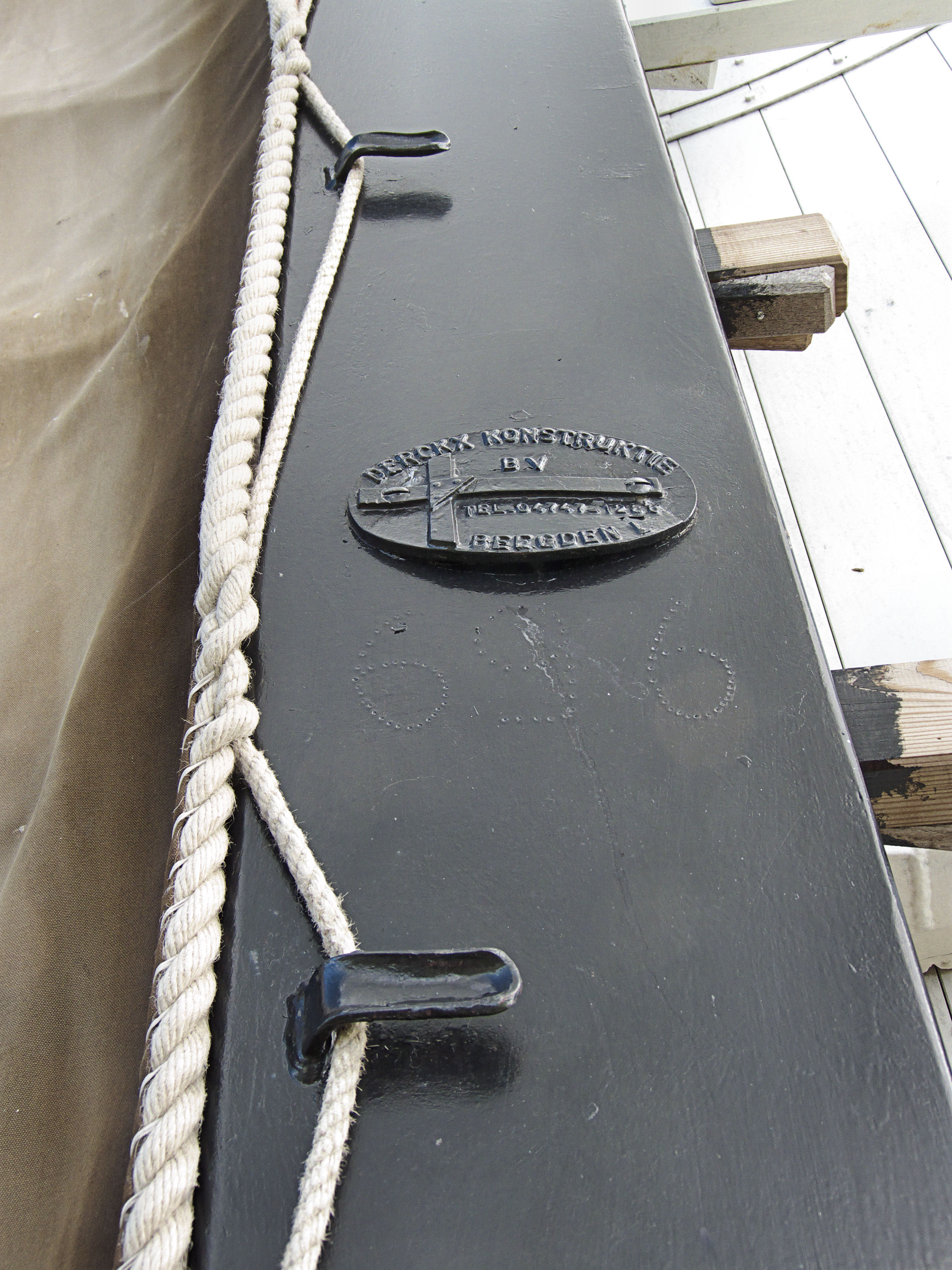
Binnenroede met nummer 696
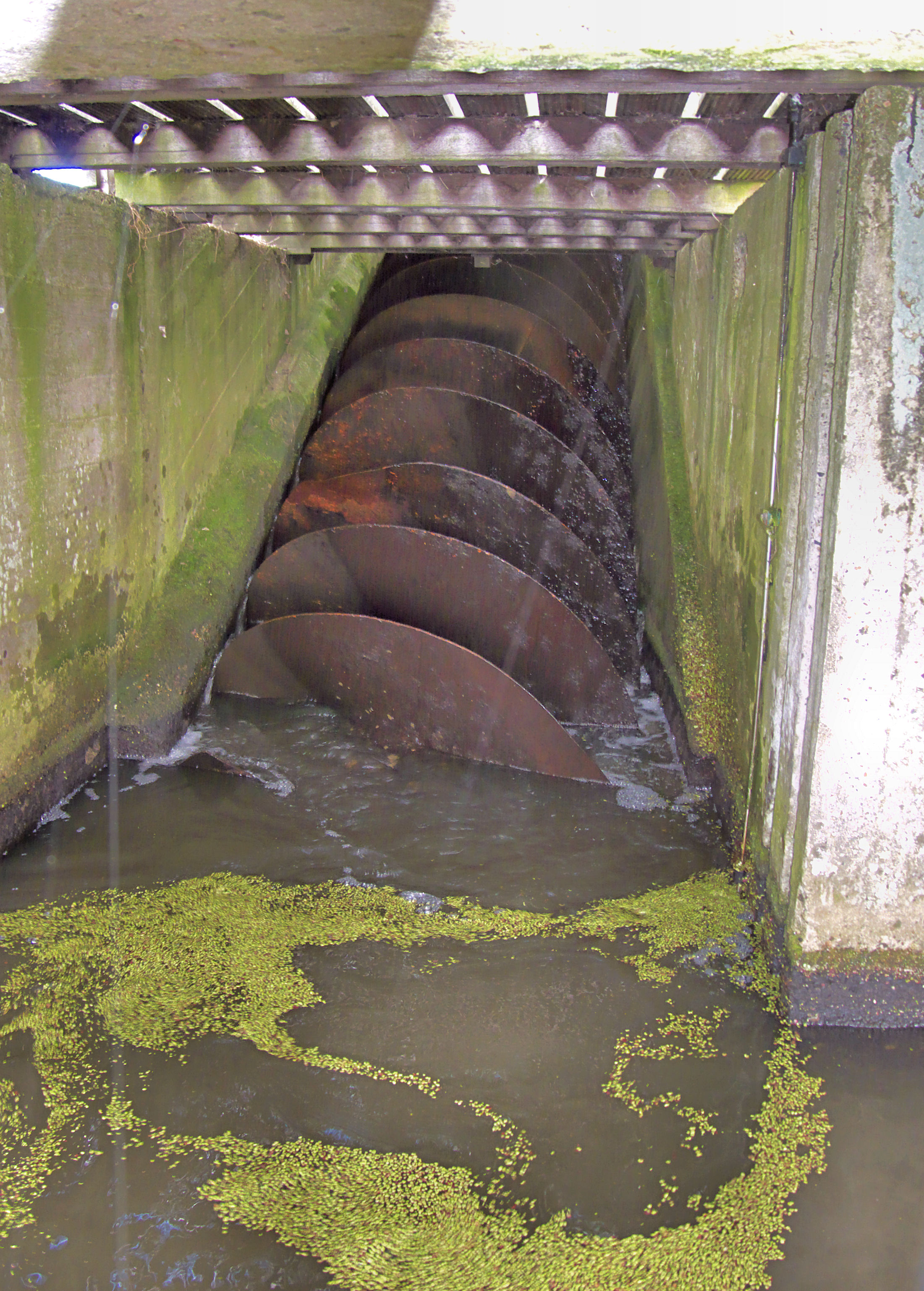
Vijzel
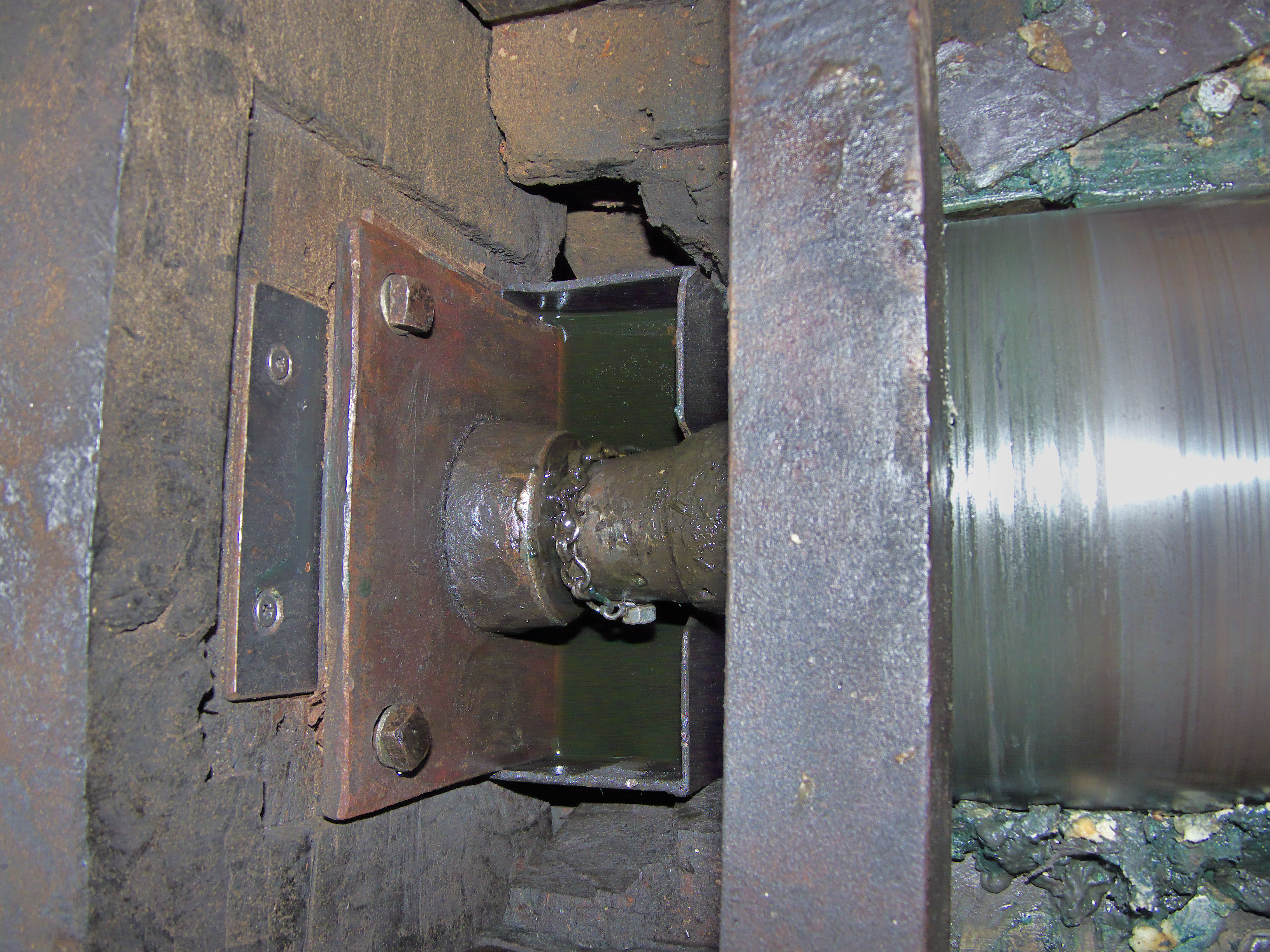
Pen met taats
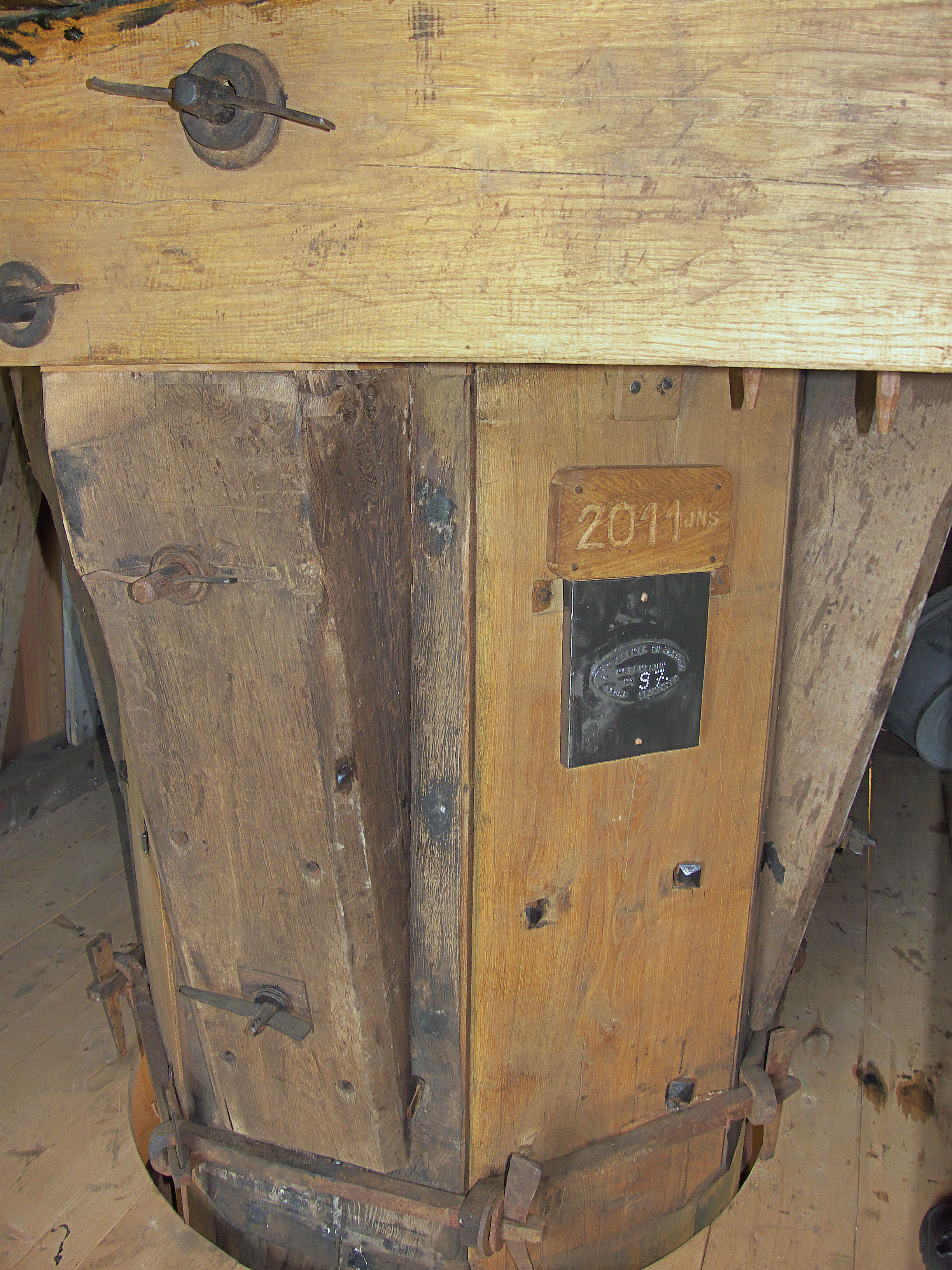
Koker met een stukje van de oude Bremer roede uit 1965 met het roedeplaatje en roedenummer 97 met daarboven het jaartal 2011 met de initialen JNS van de laatste restauratie. JNS zijn de initialen van de zoon van molenaar Aard Schouten.